# Ignacio Calderón
Ignacio Calderón (13 de desembre de 1943) és un exfutbolista mexicà.

## Selecció de Mèxic
Va formar part de l'equip mexicà a la Copa del Món de 1966.